# روبرت مالوري
روبرت مالوري (بالإنجليزية: Robert Mallory)‏ هو محامي وسياسي أمريكي، ولد في 15 نوفمبر 1815 في ماديسون في الولايات المتحدة، وتوفي في 11 أغسطس 1885 في لا غرانغ في الولايات المتحدة. حزبياً، نشط في Opposition Party (Southern U.S.) ‏. وقد انتخب عضو مجلس النواب الأمريكي.